# Кендюхов Олександр Володимирович
Олександр Володимирович Кендюхов (*23 жовтня 1972) — український економіст, доктор економічних наук, завідувач кафедри стратегічного управління економічним розвитком Донецького національного технічного університету.

## Наукові інтереси
У сфері інтересів — управління інтелектуальними ресурсами. Першим в України захистив докторську дисертацію з проблем організації та оцінки ефективності управління інтелектуальним капіталом.
Паралельно з науковими дослідженнями інтелектуального капіталу з 2005 року працював над проблемами стратегічного маркетингу та брендингу. В 2008 за його редакцією було видано перший в Україні термінологічний словник з маркетингу.

## Наукові праці
Опублікував понад 200 наукових та навчально-методичних праць, у тому числі п'ять монографій, один підручник та два навчальні посібники з грифом МОН України, був запрошений до участі та виступав з доповідями більш ніж на 100 наукових та науково-практичних конференціях різного рівня.
Автор монографій та циклу наукових статей з інтелектуального капіталу та інтелектуальної економіки в умовах зростання глобальної конкуренції.

## Громадська діяльність
Є головою Громадської організації «Всеукраїнська спілка вчених-економістів»
У 2007 обраний головою Донецької обласної організації Української асоціації маркетингу.